# Ignacij Kung Pinmei
Ignacij Kung Pinmei (poenostavljena kitajščina: 龚品梅; tradicionalna kitajščina: 龔品梅; pinjin: Gōng Pǐnméi; Wade–Giles: Kung P'in-mei), kitajski rimskokatoliški duhovnik, škof in kardinal, * 2. avgust 1901, Poutong, † 12. marec 2000.

## Življenjepis
28. maja 1930 je prejel duhovniško posvečenje. 9. junija 1949 je bil imenovan za škofa Sučava in 7. oktobra istega leta je prejel škofovsko posvečenje.
15. julija 1950 je postal škof v Šanghaju in obenem apostolski administrator nadškofije Nanking; obe funkciji je formalno obdržal do smrti, to je skoraj 50 let.
30. junija 1979 je bil imenovan za kardinala in pectore. 28. junija 1991, torej 12 let kasneje je bil javno povzdignjen v kardinala in imenovan za kardinal-duhovnika S. Sisto.
Umrl je v izgnanstvu v ZDA v 99. letu starosti.